# Il lungo sguardo
Il lungo sguardo (The Long View) è un romanzo del 1956 della scrittrice britannica Elizabeth Jane Howard. 
La storia ripercorre il matrimonio della protagonista, Antonia Vaughan: la sua travagliata vita sentimentale ed emotiva è segnata da sostanziali delusioni e solitudine. La scelta della narrazione, a ritroso nel tempo, scandito dagli anni focalizzati come capitoli (1950, '42, '37, '27, '26), rimarca il senso di distacco e di perdita rispetto agli anni più lieti e carichi di speranza della donna. 

## Trama

### 1950
Fervono i preparativi in casa Fleming per la cena di fidanzamento del loro figlio. Lei si prodiga, mentre il marito partecipa piuttosto contro voglia. Di lì a pochi giorni lei scoprirà che in realtà anche il ragazzo si appresta ad accettare un legame quasi interamente dettato da convenzioni sociali e poco sentito da entrambi; l'altra figlia invece, con un piglio ancora adolescenziale, si appresta a lasciare l'attuale ragazzo pur rivelando di aspettare un bimbo da lui.

### 1942
La Seconda Guerra Mondiale ha sconvolto le vite di chiunque ed anche lei ed i figli si sono rifugiati nella loro casa in provincia, mentre sua marito Conrad Fleming porta avanti i molti affari in cui è impegnato, spesso ignoti, e rincasa solo a distanza di settimane o mesi. Là dimorano oltre alla servitù alcuni militari convalescenti, spesso in buoni rapporti con lei, ma antipatici al padrone di casa. 

### 1937
La coppia accetta senza troppa convinzione di trascorrere una vacanza con una famiglia di amici in Costa Azzurra. Lui, come suo solito, quando non gradisce la situazione non sa adeguarsi, cerca quasi da subito una scappatoia per tornare alle sue occupazioni. Si fa accompagnare dalla moglie - in quanto detesta guidare - nei pressi dell'aeroporto, nell'attesa trascorrono alcune ore insieme. Qui incontra l'amico Thompson, e di lì a poco lo congeda insieme ad Antonia. Lei a sua volta, dopo aver bistrattato la nuova conoscenza, ne scopre il carattere semplice e schietto e decide di starvi un po' in compagnia; ma gli eventi li portano a consumare anche la notte insieme. Conrad, da par suo, desidera raggiungere la sua nuova fiamma Imogen, giovane pittrice di scarso talento. Ma pochi giorni dopo la moglie ritorna anche per giungere al capezzale del padre moribondo. Combattuto dunque a lungo, forse per l'ultima volta (tradirla è sua consuetudine), tra i sentimenti per la moglie e la passione per la ragazza, sceglie infine di rinunciare a quest'ultima per venire poi contrariato dalla menzogna di Antonia, che gli rivela della scappatella e di aver rivisto l'uomo, pur restandone delusa.

### 1927
Antonia e Conrad, novelli sposini, vanno in luna di miele a Parigi. Come di consueto, in linea col suo carattere dominante e pianificatore egli ha organizzato praticamente tutto e si limita a farle scegliere, di volta in volta, una delle scelte contingenti a cui è interessato. Lei da par suo, essendosi lasciata trasportare dopo un breve fidanzamento, scopre che larga parte della sua vita gli è sconosciuta: lavoro, affetti ecc. Tra l'altro inizia a scoprire il suo spirito che quando non comanda è volto ad aggiustare le cose in modo che assecondino sempre la sua volontà, sentendosi dunque anche un po' manipolata e priva di autonomia. Ne ha la riprova quando al rientro lui le mostra la casa che ha già acquistata prima della partenza e che lei dovrà arredare e amministrare. Ma, una volta tornati da una visita al padre di Conrad, egli approva solo uno dei doni (un souvenir: monumento in sfera con finta neve) che l'anziano genitore le ha regalato, dichiarando di non volere invece affiggere il quadro, che non sopporta; parimenti è contrario all'ipotesi di avere figli.

### 1926
La giovinezza incolore di Antonia, nella casa di campagna distante da Londra, è sopportata dal padre Wilfrid, storico del XVI secolo sempre intento alle sue ricerche, e compatita dalla madre Araminta, donna mondana sempre alla ricerca di ospiti per il weekend che sappiano intrattenerla per ravvivare l'atmosfera della casa. La ragazza da par suo fatica ad integrarsi, anche perché non si impegna oltremodo, e preferisce stare ai margini. La situazione cambia con l'arrivo dell'accattivante irlandese Goeffrey Curran, intenzionato ad aprire un maneggio vicino a Londra; affascinata, decide di condurlo in una breve gita a cavallo, che negli incontri delle settimane a venire divengono un'abitudine per passare del tempo insieme: è sbocciato l'amore. Tuttavia, di ritorno dal castello di Bodiam, è costretto a rivelarle che in Irlanda ha moglie e figli, gettandola nella delusione e sconforto. Nel tempo che segue tentando di rimarginare la ferita si avvede anche del fatto che in realtà anche sua madre lo ha sedotto, e per di più ha già ripetuto la cosa più volte con molti ospiti che in dei periodi antecedenti erano stati abituali. Amareggiata cerca dunque di mettere suo padre al riparo dalla conoscenza della condotta, salvo poi scoprire durante un breve confronto che egli già sapeva ed ha scelto di "trangugiare" tutto senza curarsene eccessivamente. 

## Edizioni italiane
- Vite a rovescio, traduzione di Maria Gallone, Milano, Rizzoli, 1957.
- Il lungo sguardo (The Long View, 1956), traduzione di Manuela Francescon, Collana Le strade n.237, Roma, Fazi, 2014, ISBN 978-88-762-5388-1.